# がらくた (米津玄師の曲)
「がらくた」は、米津玄師の楽曲。映画『ラストマイル』の主題歌として書き下ろされ、2024年8月21日にリリースされた米津の6thアルバム『LOST CORNER』に収録された。同年8月20日から先行配信が開始した。

## 背景と制作
本楽曲は、塚原あゆ子が監督、野木亜紀子が脚本を務めた映画『ラストマイル』の主題歌として書き下ろされた。
『ラストマイル』は同じく監督を塚原、脚本を野木が務めたドラマ『アンナチュラル』および『MIU404』とのシェアード・ユニバース・ムービーとなっており、その2作の主題歌（それぞれ「Lemon」、「感電」）も米津玄師が務めている。

『ラストマイル』公式X（旧Twitter）アカウントにて投稿されたコメント動画で、米津は以下のようにコメントしている。

### 制作
本楽曲は『ラストマイル』の主題歌として提出した2曲目であり、制作時の自らの体験や、廃品回収車から流れる「壊れていてもかまいません」というフレーズからの影響が出た楽曲だと明かしている。椎名林檎やCoccoのような2000年代初頭の女性ボーカルのロックサウンドをイメージにして制作された。ミツキ・ミヤワキの「Your Best American Girl」のように情緒的にギターを鳴らすようなニュアンスを出したかったとも語っている。
本作には同年にリリースされた「さよーならまたいつか!」と同じくトオミヨウが共同編曲に参加している。

## リリースとプロモーション
2024年4月26日、米津玄師が本楽曲を映画『ラストマイル』の主題歌として書き下ろされたことが発表された。同時に、奥山由之によるアーティスト写真も解禁された。
6月13日には本楽曲の一部を使用した『ラストマイル』の予告編が公開された。
7月12日、「ラストマイル × アンナチュラル × MIU404 シェアード・ユニバースヒストリーPV」と題して、本楽曲に加え「Lemon」「感電」の計3曲が使用された動画が公開された。また、同PVにて本楽曲の未公開部分の音源も解禁となった。
8月20日、楽曲の配信が開始。23日には渡邊哲が監督を務め、石橋静河、寛一郎が出演したミュージックビデオが公開された。
9月4日、がらくた対談と題して、『ラストマイル』主演の満島ひかりと米津との対談動画がYouTubeにて公開された。

## チャート成績
Billboard Japan Download Songsおよびオリコンデジタルシングルランキングにて週間2位にデビューした。また、翌週は5位にランクインしたBillboard Japan Streaming Songsなどで順位を上げ、Hot 100チャートでは7位を記録した。